# DTRS
DTRS (Digital Tape Recording System) は日本のティアック社が提唱し商品化した業務用デジタルマルチトラックレコーダ（MTR）の規格である。

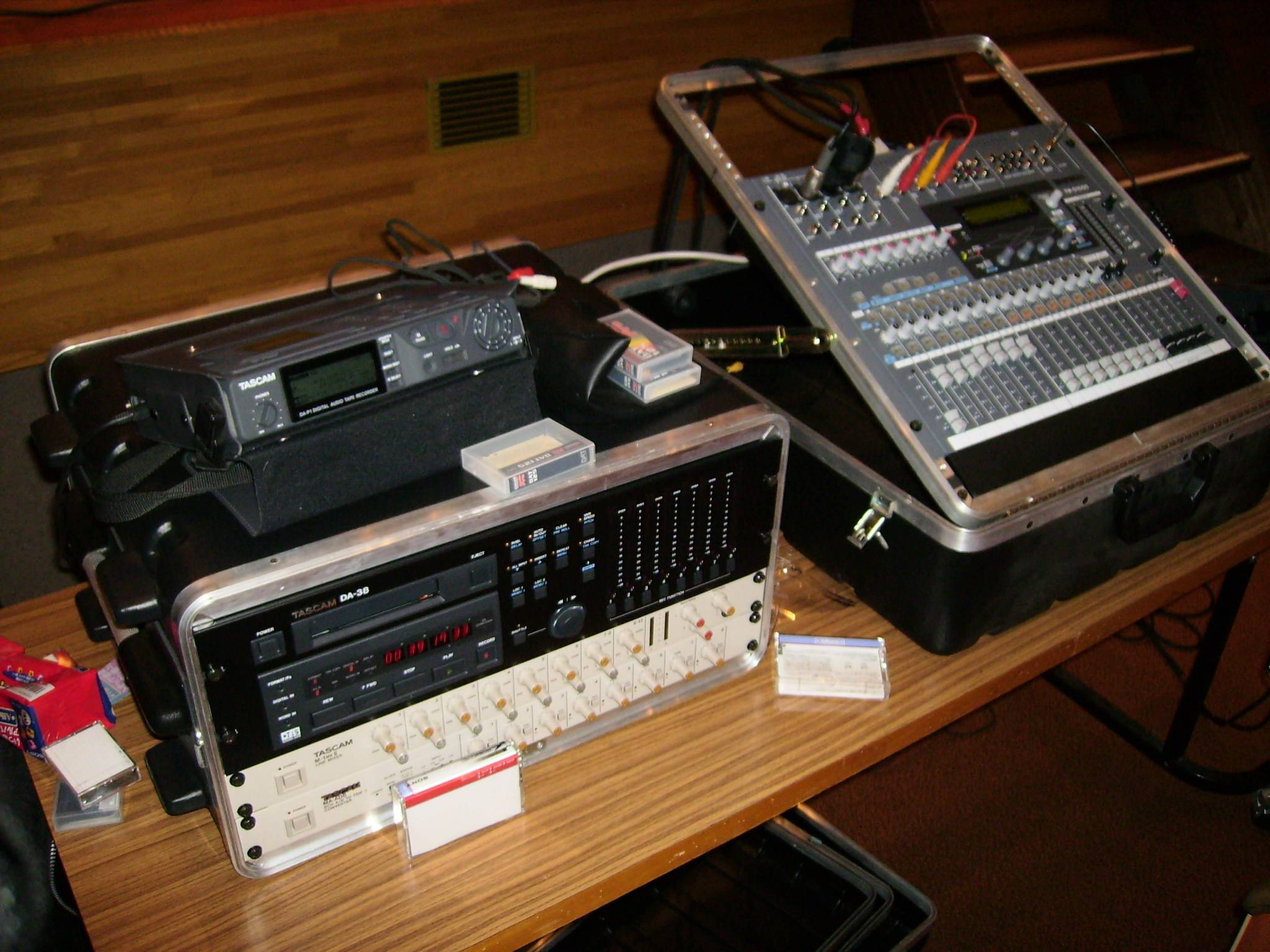
DA-38B（黒い筐体）と小型デジタル卓を用いた個人録音。手前のケースはHi8テープのもの

Hi8ビデオテープに44.1kHzまたは48kHz、16bit直線量子化のPCMデジタル音声信号を8チャネル記録することができる。120分テープを用いると108分の連続記録ができる。1992年に最初の機種TASCAM DA-88が発売されて以来、放送、制作用に広く用いられた。安価なDA-38Bはホームレコーディングにも好適だった。
DTRSは強力な同期機能をもっており、特殊な装置を使う事なく16台までのDTRS機を同期運転することができ、この場合は128chのデジタルMTRとして動作する。またSMPTE/EBUタイムコードを用いて、音声トラックを潰すことなく映像機器との同期をとることも可能である。
後にDVDオーディオに対応するDTRS-HRフォーマット（88.2kHz/96kHz、24bit、4ch及び、176.4kHz/192kHz、24bit、2ch）が開発された（DA-78HR、DA-98HR）。また、SACDのフォーマットであるDSDフォーマットで直接記録できるDSD録音機としても発展した（DS-D98。DSD 2ch、256台までの同期運転をサポートするため最大512chまで拡張可能）。これらの新しい機器もDTRSフォーマットでの録音再生をサポートしている。
現在、録音・再生機器の生産は終了している。